# Pôle de recherche et d'enseignement supérieur
Um pôle de recherche et d'enseignement supérieur (PRES), do francês, polo de pesquisa e do ensino superior, é um agrupamento de institutos do ensino superior e de pesquisa francês, tendo como objetivo a criação de entidades mais notáveis, particularmente do ponto de vista de classificações internacionais. A constituição desses polos foi possível entre 2006 e 2013, desde então substituídos pelas communautés d’universités et établissements (comunidades de universidades e institutos).